# Brettanomyces
Brettanomyces és un gènere de fongs de l'ordre dels sacaromicetals (Saccharomycetales). És un llevat que no produeixen espores. El nom de gènere Dekkera es fa servir de manera intercanviable amb el de Brettanomyces, i descriu la forma teleomorfa (productora d'espores) d'aquest fong. La forma de les cèl·lules d'aquest fong varia des de l'ovoide a la de forma de llarga salsitxa. És un llevat acidogènic, i en medis aerobis i rics en glucosa produeix grans quantitats d'àcid acètic. Brettanomyces és important en la fabricació de la cervesa i del vi.
En estat silvestre, Brettanomyces viu a la pela dels fruits. La soca Brettanomyces claussenii va estar classificada a la Cerveseria Carlsberg el 1904 per part de N. Hjelte Claussen, que investigava la degradació en les cerveses del tipus “Ale”. El terme Brettanomyces prové del grec i significa "fong britànic."

## En la vinificació
Quan Brettanomyces creix en el vi produeix diversos compostos que proporcionen bouquet. Tanmateix la presència d'aquest fong no ha d'ultrapassar un determinat llindar que podria deteriorar el vi.

### Components sensorials
Els components responsables de contribuir a donar certs caràcters sensorials són:
- 4-etilfenol:, antisèptic
- 4-etilguaiacol: a cansalada, fumat
- àcid isovalèric: a formatge, a ranci

### Orígens en la vinificació
Brettanomyces està principalment associat a vins negres envellits en botes, però també es pot trobar a Chardonnay i Sauvignon blanc. En alguns casos aquest llevat ha causat contaminació en vins escumosos mitjançant el Mètode champenoise durant en tirage. Es creu que Brettanomyces es pot introduir en la vinificació per insectes com la mosca de la fruita, o per haver comprat bots contaminats amb Brettanomyces.

### Mesures de control
El creixement de Brettanomyces es controla afegint diòxid de sofre, al qual aquest llevat és molt sensible.

## Cervesa
En la majoria de tipus de cervesa Brettanomyces és considerat coma a un contaminant. Tanmateix, en alguns tipus de cervesa, particularment certs “ales” belgues està apreciat i encoratjat. Els tipus Lambic i gueuze deuen el seu sabor característic a Brettanomyces, també es troba en el tipus de cervesa Oud Bruin i “Ale Roig de Flandes”.
Algunes empreses cerveseres dels Estats Units utilitzen el Brettanomyces en les seves cerveses (Brewers Association, 2007 Great American Beer Festival Style Guidelines, section 13a, 16). Algunes cerveseres utilitzen un 100% Brettanomyces per a la fermentació i no fan servir gens de 'Saccharomyces. 